# Karel Josef z Kounic-Rietbergu
Karel Josef Štěpán hrabě z Kounic-Rietbergu (německy Karl Joseph Stephan Graf von Kaunitz–Rietberg, 26. prosince 1715 – 31. března 1737, Řím) byl český šlechtic z rodu Kouniců a duchovní, působil jako kapitulář v katedrály svatého Pavla v Münsteru, svatého Bartoloměje v Lutychu a svatého Václava v Olomouci.

## Život

### Původ a rodina
Narodil se jako syn moravského zemského hejtmana Maxmilián Oldřich z Kounic (1679–1746) ze starého českého šlechtického rodu Kouniců a jeho manželky Marie Ernestiny Františky z Rietbergu. Tímto sňatkem rod Kouniců získal Rietberské hrabství a zařadil se tak mezi vysokou šlechtu.
Strýc Karla Josefa, František Karel byl lublaňským biskupem, bratr Václav Antonín (1711–1794) byl rakouský státník, říšský dvorní rada a diplomat.

### Činnost
O nedlouhém životě Karla Josefa není mnoho známo. V roce 1733 získal katedrální prebendu v Münsteru, které se vzdal jeho bratr Václav Antonín, jenž předtím získal zaopatřovací penzi od otce. Karel Josef byl rovněž kapitulářem v Lutychu a Olomouci a auditorem římské roty.